# 47 (getal)
47 is het natuurlijke getal volgend op 46 en gevolgd door 48.

## In de wiskunde
Zevenenveertig is het 15de priemgetal, een veilig priemgetal, en het 8ste Lucasgetal.
Het is ook een Keithgetal, omdat het terugkeert in een Fibonacci-achtige rij startend met de grondtal 10 cijfers: 4, 7, 11, 18, 29, 47...
47 is een hogelijk cototiënt getal, zie totiënt getal.

## In natuurwetenschap
47 is
- Het atoomnummer van het scheikundig element zilver (Ag).

## In het Nederlands
Zevenenveertig is een hoofdtelwoord.

## Overig
Zevenenveertig is ook:
- Het jaar A.D. 47 en 1947.
- Het aantal wonderen uitgevoerd door Jezus zoals opgenomen in het Nieuwe Testament
- Het landnummer voor internationale telefoongesprekken naar Noorwegen.
- Het nummer van het Franse departement Lot-et-Garonne.
- Het nummer van huurmoordenaar 47, van de bekende computergames: Hitman.

De AK-47 (Avtomat Kalasjnikova 47) is een aanvalsgeweer, in 1947 ontworpen door Michail Kalasjnikov.
C-47 kan verwijzen naar:
- Centrale-47, een Surinaamse federatie van Vakbonden
- Dakota C-47, een militair vliegtuig, de militaire uitvoering van de Douglas DC-3